# Pseudolampona emmett
Pseudolampona emmett là một loài nhện trong họ Lamponidae. Loài này được phát hiện ở Queensland.